# 日本写真映像専門学校
日本写真映像専門学校（にほんしゃしんえいぞうせんもんがっこう）とは、大阪市東住吉区にある専修学校。略称は「写専(SHASEN)」。学校法人創真総合技術学園が運営し、関連校の近畿測量専門学校と同一敷地内に立地している。

## 概要
写真コミュニケーション学科、映像クリエイション学科、フォトファイン学科の3学科を設置している。
写真コミュニケーション学科（昼間部）・フォトファイン学科（夜間コース）では、ともに写真について学ぶ。映像クリエイション学科では映画・テレビ製作コース、舞台製作コースの2コースに分かれ、それぞれの専門技術を学ぶ。
ホテル専門学科では1年間でホテル業務について学ぶ。同学科では他学科での教育実績を生かし、ホテルでの照明や写真撮影についての実習科目が開講されている。このことは、他のホテル関連の専門学校にはあまり例をみない特色となっている。
2015年（平成27年）の入学生が卒業とともに、ホテル専門学科は廃止される。

## 沿革
- 1956年 - 日本写真専門学校として開校。
- 1976年 - 学校教育法の改正により専修学校となる。測量学科を近畿測量専門学校として分離。
- 1989年 - 大阪ビジュアル・コミュニケーション専門学校と改称。
- 1996年 - 日本写真映像専門学校に改称。
- 2007年4月 - 住之江区北加賀屋から東住吉区・近畿測量専門学校の敷地内に移転。

## 出身者
- 鋤田正義 - 写真家・映画カメラマン
- 長島義明 - 写真家
- 楓大介 - 写真家
- サニー・フランシス - タレント・映画評論家
- 安森信 - 写真家
- 浅田政志 - 写真家
- 梅佳代 - 写真家

## 交通
- 近鉄南大阪線 矢田駅 西へ約700m。
- 阪和線・Osaka Metro御堂筋線 長居駅 南西へ約1.5km。